# جونزابورو نیشی‌واکی
جونزابورو نیشی‌واکی Junzaburō Nishiwaki (西脇 順三郎 Nishiwaki Junzaburō) (زادهٔ ۲۰ ژانویه ۱۸۹۴ در اوجی‌یا – درگذشتهٔ ۵ ژوئن ۱۹۸۲ در اوجی‌یا) شاعر و منتقد ادبی معاصر ژاپن در دورهٔ شووای بود.

## اوان زندگی
نیشی‌واکی در اوجی‌یا در استان نیگاتا زاده شد. پدرش بانکدار بود. او به توکیو رفت تا نقاشی بیاموزد و تحت تعلیم فوجیشیما تاکجی و کورودا سئیکی قرار بگیرد ولی پس از مرگ ناگهانی پدرش مجبور شد از فعالیت هنری دست بردارد. در عوض، در دانشکدهٔ اقتصاد دانشگاه کیئو ثبت نام کرده و همچنین به مطالعهٔ زبان‌های لاتین، انگلیسی، یونانی و آلمانی پرداخت. به عنوان یک دانش‌آموز توانایی‌های فوق‌العادهٔ خود را در زبان به دست آورد، به طوری که پایان‌نامهٔ خود را به‌طور کامل به لاتین نوشت.

## فعالیت ادبی
نیشی‌واکی در دوران دانشجویی در دانشگاه کیئو به شعر علاقه‌مند شده و اشعاری را برای نشریهٔ پسرانهٔ «شونن سِکای» می‌نوشت. وی همچنین شروع به نوشتن شعر به زبان انگلیسی کرد. نیشی‌واکی نسبت به حالات رمانتیسم و ذهن‌گرایانه‌ای که در شعر مدرن ژاپن بود ابراز بی‌رغبتی می‌کرد.
در سال ۱۹۲۰ برای تدریس در دانشگاه کیئو پذیرفته شد، در کنار آن از سویی به ارسال اشعار انگلیسی خود برای مجلات مختلف و از سوی دیگر ویراستاری در مجلات شعر ادامه داد.
او پس از فارغ‌التحصیلی، توسط روزنامهٔ ژاپن تایمز استخدام شد، اما به دلیل وضعیت جسمانی نامناسب مجبور به استعفا گردید. به‌زودی پس از آن، در سال ۱۹۲۲، نیشی‌واکی برای تحصیل به کالج نو دانشگاه آکسفورد بریتانیا رفت و سه سال آینده را در آن‌جا گذراند. در حالی که در آکسفورد بود با ادبیات مدرن و آثار جیمز جویس، ازرا پاوند و تی اس الیوت آشنا شد. او همچنین شیفتهٔ شارل بودلر و گسترش فراواقع‌گرایی فرانسوی گردید به‌طوری که تلاش کر اشعاری به فرانسوی بسراید. اولین مجموعه اشعار وی، «طیف» (به انگلیسی: Spectrum) (۱۹۲۵)، به انگلیسی نوشته شده و به هزینهٔ شخصی در لندن منتشر گردید.
با بازگشت به ژاپن، نیشی‌واکی جایگاه استادی در دانشگاه کیئو را پذیرفت و به تدریس تاریخ ادبیات انگلیسی و همچنین طیف وسیعی از درس‌های مربوط به زبان‌شناسی پرداخت. با این وجود، او به نوشتن نیز می‌پرداخت، مخصوصاً از اشعار ساکوتارو هاگیوارا الهام گرفت که توسط منتقدان عنوان یکی از شاعران بزرگ عصر تایشو مورد تحسین قرار گرفته گرفته بود. نیشی‌واکی با آزمایش تکنیک‌های جدید، برای اولین بار شروع نوشتن اشعاری به ژاپنی کرد. در سال ۱۹۲۷ با انتشار مجلهٔ «Fukuiku Taru Kafu Yo» اولین مجلهٔ شعر سورئالیستی ژاپن را به چاپ رساند. سال بعد همراه با همکارانی نظیر آنزای فویوئه، مجلهٔ دیگری با نام «Shi to Shiron» (شعر و نظریهٔ شعر) را منتشر کرد و رهبر جنبش جدیدی در شعر معاصر ژاپن شد. در سال ۱۹۳۳، او "Ambarvalia" را به چاپ رساند، مجموعه‌ای که حاصل جمع آزمایش‌های قبلی و تلاش‌هایی برای نوشتن اشعارش به ژاپنی بود. با این وجود، انتشار آن ناگهان دو سال بعد متوقف شد.

### فعالیت ادبی اخیر
نیشی‌واکی در طول سال‌های جنگ جهانی دوم از ۱۹۴۲ تا ۱۹۴۴ در کاماکورا، در استان کاناگاوا زندگی می‌کرد. پس از جنگ، مجموعه شعر دیگری به نام «تبیبیتو کائرازو» (به انگلیسی: Tabibito kaerazu) (هیچ مسافری برنمی‌گردد) انتشار داد. نیشی‌واکی همچنین دست به ترجمه و انتشار سرزمین هرز تی اس الیوت به ژاپنی زد، که با تحسین منتقدان بسیاری همراه شد. در سال ۱۹۵۳ مجموعه شعر دیگری با عنوان «کیندای نو گووا» (به انگلیسی: Kindai no gūwa) (افسانهٔ مدرن) از خود منتشر ساخت.
در حالی که نیشی‌واکی به نوشتن شعر و ترجمه می‌پرداخت، تدریس در دانشگاه کیئو را نیز تا زمان بازنشستگی خود در سال ۱۹۶۲ ادامه داد.
نیشی‌واکی در سال ۱۹۶۲ به عضویت فرهنگستان هنر ژاپن منصوب گردید و در سال ۱۹۷۴ به عضو فرهنگستان هنر و دانش آمریکا درآمد. او همچنین برای جایزهٔ نوبل ادبیات نامزد شد.
نیشی‌واکی در ۸۸ سالگی بر اثر نارسایی قلبی در زادگاهش نیئگاتا درگذشت و در معبد زوجوجی واقع در شیبا به خاک سپرده شد.

## آثار

### آثار به فارسی
- هیچ مسافری برنمی‌گردد، ابوالقاسم اسماعیل‌پور مطلق، تهران: نشر اسطوره، ۱۳۸۶[۱]

## پی‌نوشت
1. ↑  نیشی‌واکی، جونزابورو. «هیچ مسافری برنمی‌گردد». ابوالقاسم اسماعیل‌پور مطلق. تهران: نشر اسطوره، ۱۳۸۶[پیوند مرده]